# Слушай (Доктор Кто)
«Слу́шай» (англ. Listen) — четвёртая серия восьмого сезона британского научно-фантастического телесериала «Доктор Кто». Премьера серии состоялась 13 сентября 2014 года на канале BBC One.
Серия получила восторженные отклики как зрителей, так и кинокритиков. «Слушай» стала первой в истории сериала серией, которая была номинирована на престижную премию Брэма Стокера.

## Синопсис
Когда призраки прошлого и будущего просачиваются в жизни Доктора и Клары, они вдвоём бросаются навстречу приключению, которое приводит их в самый конец вселенной. Что произойдёт, если Доктор останется один? Что пугает великого путешественника во времени и пространстве? Слушай!

## Сюжет
У каждого человека был такой кошмар — ты просыпаешься или думаешь, что проснулся. Ты чувствуешь, что рядом с тобой что-то в темноте, что-то ждёт. Ты садишься на кровати, включаешь свет, но ночью комната выглядит иначе — она тикает, она скрипит, она дышит. Ты убеждаешь себя в том, что в комнате никого нет, никто не смотрит на тебя, никто не подслушивает. Совсем-совсем никого... И ты уже почти веришь в это. Ты правда, правда пытаешься поверить... И тогда твою ногу сжимает холодная рука из-под кровати.
Доктор подозревает, что у каждого человека есть невидимый спутник — существо, чья способность скрываться от чужих глаз была доведена эволюцией до полного совершенства. Он берёт с собой Клару, которая только что претерпела неудавшееся свидание с Дэнни Пинком, и они вместе отправляются в детский дом Лостэр, в середину 90-х годов. Доктор думает, что они прибыли в детство Клары, когда у неё был кошмар, но Клара отвлеклась, и они оказались в детстве Пинка. Там же, в этом детском доме, в комнате мальчика происходит что-то неопределённое. Кто-то сел на кровать, накрывшись покрывалом. Но кто это был: друг Пинка или существо, что идеально прячется ото всех, — неизвестно. Доктор даёт уйти неизвестному, так как он не знает, что скрывается под покрывалом и что оно будет делать, если покрывало снять.
Доктор возвращает Клару на неудавшееся свидание, где она возвращается к Дэнни после своего ухода, но свидание вновь не удаётся. Доктор с Кларой возвращаются в ТАРДИС вместе с человеком по имени Орсон Пинк, путешественником во времени из будущего (около 2114 года), потомком Дэнни Пинка; он застрял на последней планете в конце времени, когда вселенная уже начала погибать в результате тепловой смерти, но оттуда его спас Доктор и они вновь возвращаются туда. Космический корабль Орсона находится на планете, где с наступлением ночи начинают происходить странные и мистические вещи. Доктор решается на разгерметизацию, открывая дверь, чтобы узнать, что же за ней скребётся, но... что он увидел, осталось тайной.
ТАРДИС приземляется в странном разваливающемся сарайчике, где Клара встречается с юным Повелителем Времени. Когда в эту тёмную комнату заходят ещё некоторые люди, говоря об этом странном мальчишке с чердака, Клара прячется под его кроватью, чтобы её не заметили. Но то, что она слышит, приводит её в шок, так как они говорят о мальчике, что «он должен пойти в армию и стать солдатом... что в Академию его не пустят и ему не быть Повелителем Времени», после чего люди удаляются. Клара жалеет мальчика, говоря, что он сюда потом ещё вернётся (подразумевается Военный Доктор, который придёт сюда, собираясь уничтожить Галлифрей с помощью Момента («День Доктора»)) и что всё будет хорошо. Тем самым Клара оказалась вдохновителем Доктора.
Потом Клара уходит в ТАРДИС, объясняя ему, что он должен улететь отсюда, никогда не возвращаться и не спрашивать у неё, что она видела. Доктор соглашается и возвращает её обратно к дому Дэнни Пинка.